# 31e régiment de dragons
Le 31e régiment de dragons (ou 31e RD) est une unité de cavalerie de l'armée française, créé en 1893.

## Création et différentes dénominations
Filiation.
- 1893 : Création du 31e régiment de Dragons.
- 1940 : Dissous.
- 1945 : Création du 31e régiment de Dragons.
- 1945: Dissous.
- 1948 : Création du 31e régiment de Dragons.
- 1955 : Dissous.
- 1958 : Création du 31e régiment de Dragons.
- 1959 : Dissous.

## Chefs de corps
- 1893 ?
- 1907: de Robieu
- 1912 - 7 novembre 1914 : colonel Dezauney
- 7 novembre 1914 - 12 mai 1915 : lieutenant-colonel Lejay
- 12 mai 1915: colonel Waddington
- avril 1918: colonel Waddington
- juin 1918: colonel Pascal
- juillet 1918: colonel Bouchez
- août 1918: colonel de Breuille
- 1939: colonel Schlesser
- mai 1940: colonel Rey
- 1945 : lieutenant-colonel Merlat
- 1954 : colonel Combourieu
- 1958: colonel Raffer
- 1959: colonel Oddo

## Etendard
Il porte, cousues en lettres d'or dans ses plis, les inscriptions suivantes :
- La Mortagne 1914
- Flandres 1918
- La Lys 1918

Etendard 1959
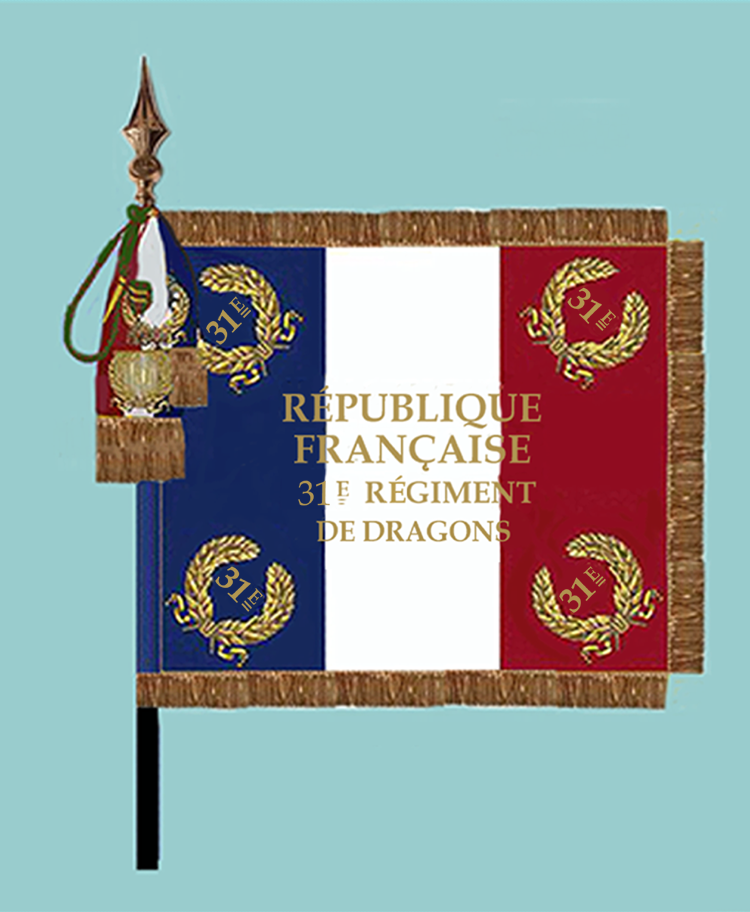
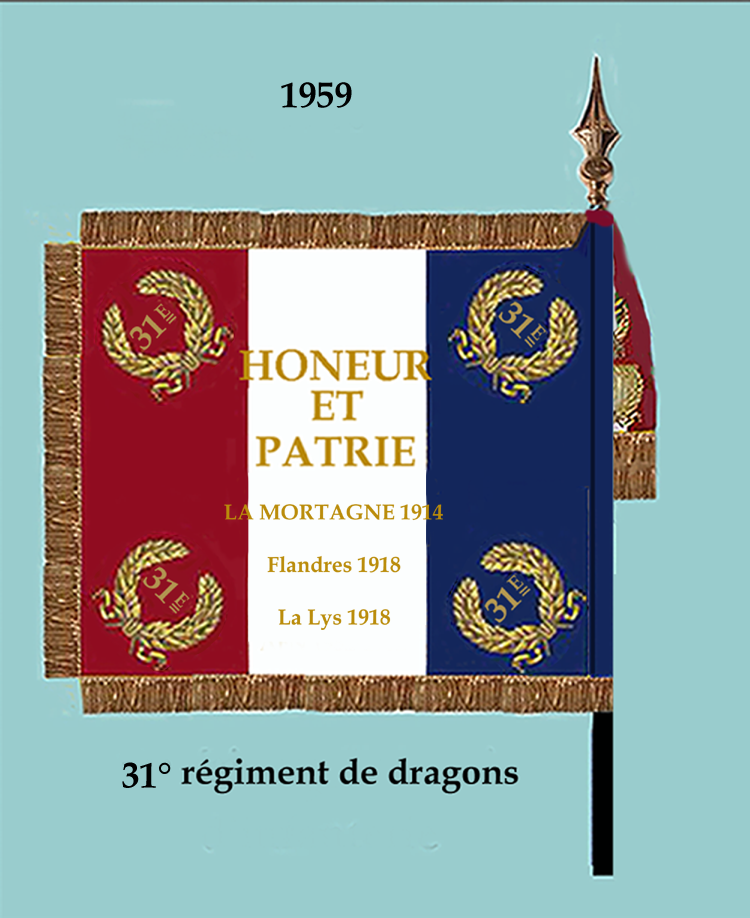

## Décorations
- Sa cravate est décorée de la Croix de guerre 1914-1918 avec 2 palmes.
- Il a le droit au port de la Fourragère aux couleurs de la Croix de Guerre 1914-1918.

## Historique des garnisons, combats et batailles du31erégimentde dragons

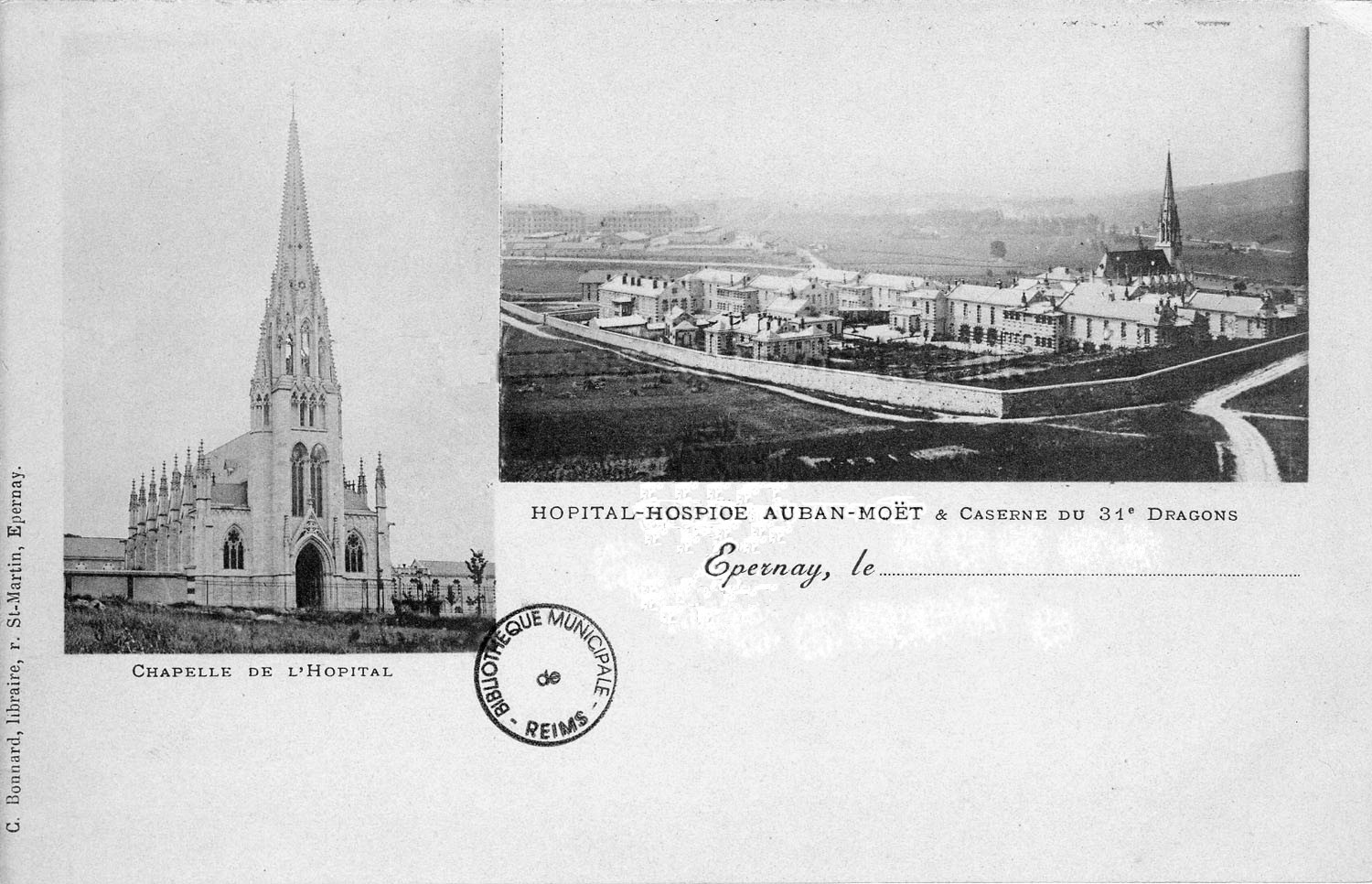
La caserne du régiment à Épernay jouxtant le centre hospitalier Auban-Moët.

- 1910 : Le 31e régiment de dragons, en garnison à Épernay

Le 16 octobre 1910, un meeting organisé par la Fédération des syndicats viticoles de la Champagne rassemble à Épernay 10 000 vignerons. Mais le ton monte et le 4 novembre, dans plusieurs communes du vignoble, la grève de l'impôt est décidée. Les jours qui suivent voient se multiplier les mises à sac des caves et celliers des négociants. Devant une situation quasi insurrectionnelle, le 31e régiment de dragons d'Épernay et des renforts de quatre autres régiments bloquent les accès aux principales villes et montent la garde chez les négociants. Le 20 janvier, le préfet calme les vignerons en s'engageant à obtenir l'arrêt de l'achat de vins étrangers.

### Première Guerre mondiale
Stationné à Luneville, il est affecté à la 2e brigade de dragons de le 2e division de cavalerie d'août 1914 à novembre 1918.
« A donné le plus remarquable exemple d'audace et de ténacité. », maréchal Philippe Pétain, 1918.

#### 1918

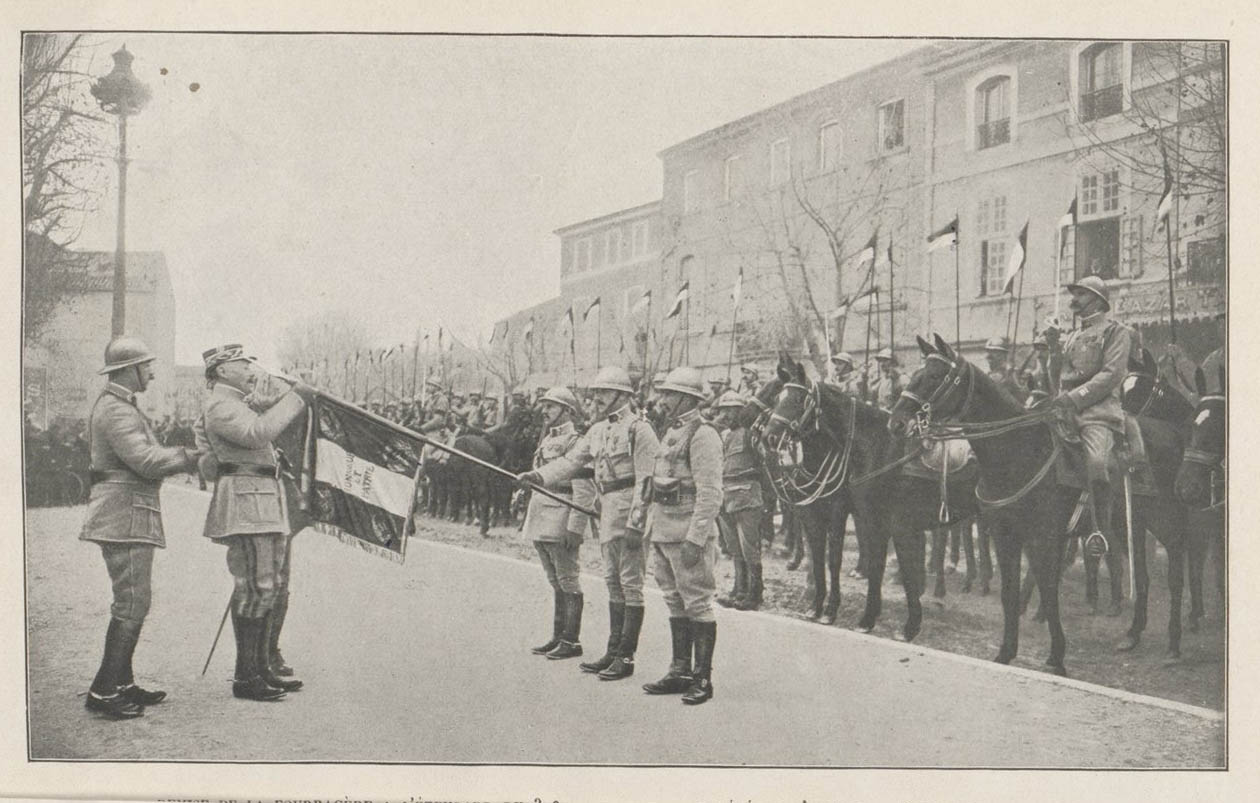
L'étendard du décoré en 1918.

### Seconde Guerre mondiale

#### Drôle de guerre
Le 31e régiment de dragons constitue la 4e brigade de cavalerie (4e BC) avec le 8e régiment de dragons. Cette brigade fait d'abord partie de la 2e division de cavalerie. En février 1940 les divisions de cavalerie sont transformées en divisions légères de cavalerie (DLC) et cette brigade est alors affectée à la 4e DLC. Cette division doit participer à la manœuvre retardatrice en Ardenne en avant de la 9e armée dont elle dépend dans le cadre du plan Dyle en occupant d'abord la Meuse entre le fort de Dave et Yvoir, puis en poussant au-delà du fleuve, pour couvrir l'avance de l'aile gauche de l'armée. La 4e BC suivra derrière le « groupement nord » de la division lequel doit progresser sur l'axe La Capelle – Trélon – Mettet – Saint-Gérard – Godinne – Assesse – Durbuy.

#### Reconstitution en juin 1940
En juin 1940, le régiment est reconstitué comme régiment de dragons portés à la 7e DLM, à un escadron mixte automitrailleuses/motocyclistes (avec 7 AMD White-Laffly), quatre escadrons de fusiliers portés sur GMC ACK 353 et un escadron de mitrailleuses et d'engins.

### De 1945 à nos jours
Il participe à la guerre d'Algérie.

## Faits d'armes faisant particulièrement honneur au régiment
- Campagnes : Grande Guerre 1914-18 - France 1940 - Algérie 1958-1959.

## Traditions et uniformes

### Devise
« Honneur, Patrie »

## Personnages célèbres ayant servi au31eRégiment de Dragons
- Alain d'Humières (1884-1940), général de brigade ;
- Claude Simon, écrivain : service militaire en 1934-1935, puis mobilisé le 27 août 1939 ;
- François Tanguy-Prigent, député français qui a fait la campagne de France de 1940[5] et a voté contre l’attribution des pleins pouvoirs à Pétain ;
- Hervé Le Barbier de Blignières (1914-1989), lieutenant colonel.

## Sources et bibliographie
- Historique du 31e régiment de dragons pendant la guerre 1914-1918 :, Nancy, Berger-Levrault, 1921, 50 p., lire en ligne sur Gallica.